# Koláž

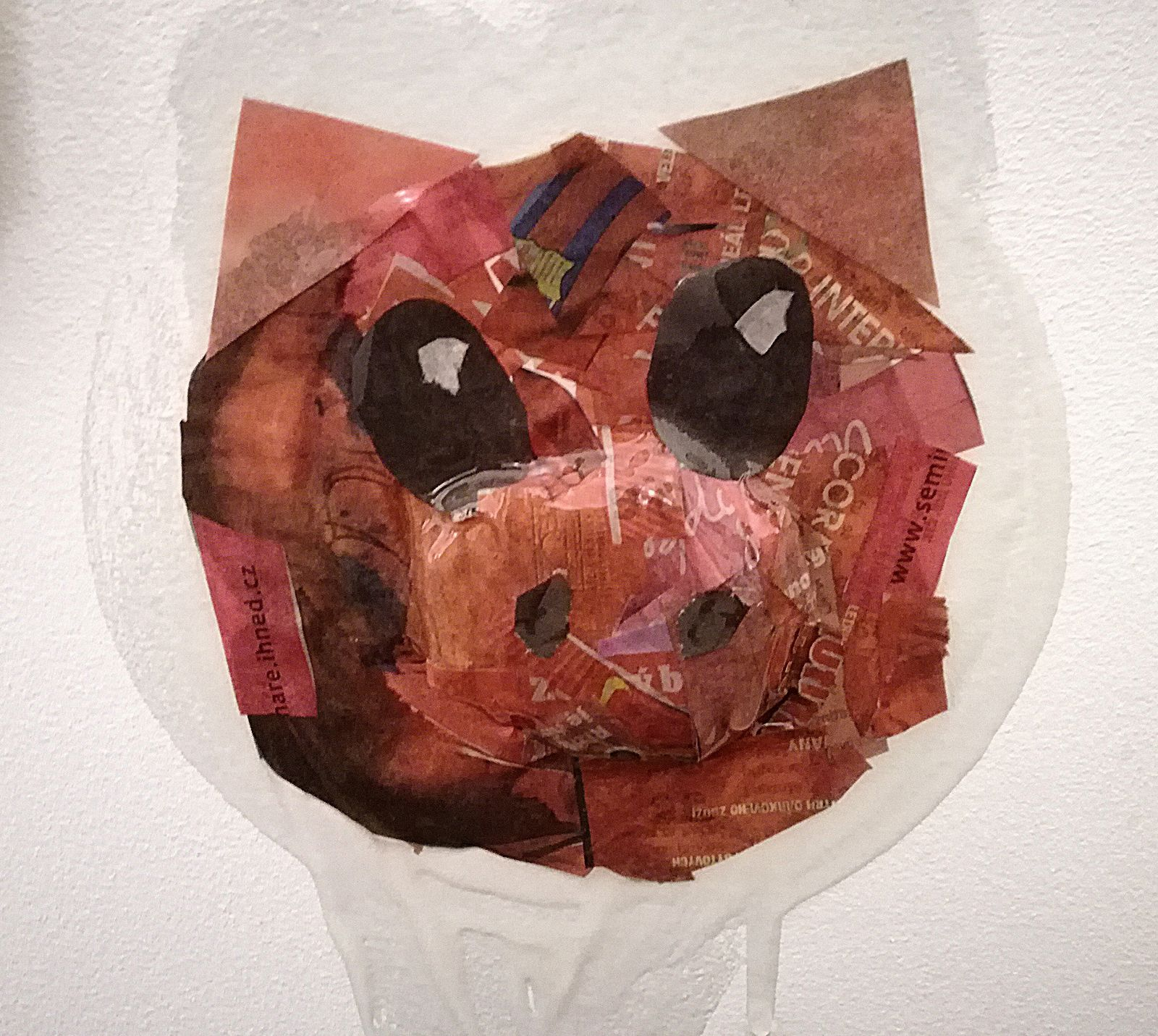
Jednoduchá koláž prasete z novinových a časopisových ústřižků

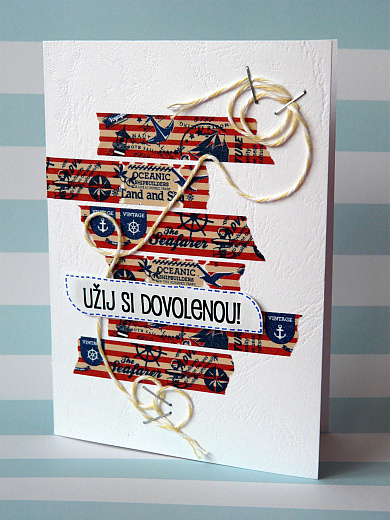
Příklad scrapbooku

Koláž je výtvarná technika (podle francouzského „collage“, tj. lepení), při níž se na zvolený podklad lepí jiný materiál, většinou vystřižený nebo vytržený, v záměrně neobvyklých souvislostech, s novým významem. Koláž zahrnuje celou řadu způsobů provedení výsledného díla, ve dvou- i třírozměrném prostoru. Podkladem i nalepovaným materiálem bývá nejčastěji papír – tiskoviny (časopisy, noviny), také fotografie, textil nebo předměty (použité – Objet Trouvé). Název „koláž“ byl přenesen i do dalších oborů, v nichž se užívá střihu a spojení stávajících částí do nového celku, mluví se o koláži v hudbě, literatuře, fotografii (fotomontáž), filmu, ve videoartu, reklamě, knižní grafice a dalších formách užité tvorby. Pro svou jednoduchost se koláž často používá ve školách, při výtvarné práci s dětmi (např. proláže, scrapbooking). Pomocí koláže dnes například tvoří interierový designer tzv. moodboard.

## Historie

### Dekupáž (decoupage)

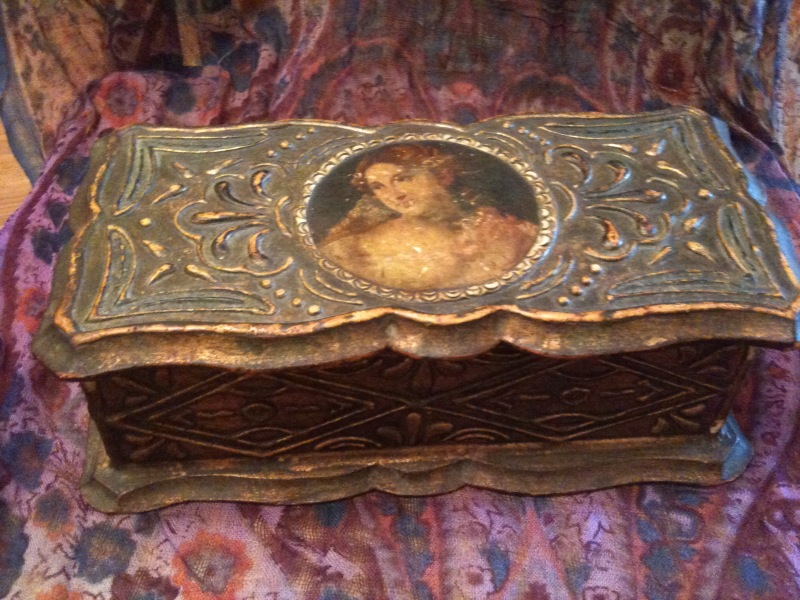
Zdobení technikou decoupage, Florencie

Předchůdcem koláže je (snad) dekupáž (dnes dekorační ubrousková metoda), levnější technika zdobení menších předmětů barevnými výřezy z papíru (jejich nalepováním), někdy doplněná malbou. Výřezy byly sestaveny, a poté nalepeny na natřený, nebo zlacený povrch. Jako trojrozměrná koláž – tzv. dekupáž je označováno lepení identických dílků ve vrstvách. Předměty, zdobené touto technikou, byly nalezeny v hrobkách východo-sibiřských nomádů, odkud se ve 12. stol. rozšířila do Číny, v 17. stol. do Itálie (Benátky a Florencie). Britská umělkyně Mary Delaneyová (1700–1788) vytvořila řezáním jemného hedvábného papíru více než 1700 detailních, a botanicky věrných obrázků rostlin. Nazývala je papírové mozaiky, a jsou uloženy v Britském muzeu. Významným dílem koláže 20. stol. je Matissův Modrý akt (1952). Sám umělec o svých prvních obrazech „kreslených nůžkami“ napsal: „Stříhat rovnou do barvy, to mi připomíná sochaře, kteří pracují přímo do kamene“.

### Papier collé
Z francouzštiny – výřez z papíru, byl koláží, použitou poprvé v období syntetického kubismu. Georges Braque roku 1916 vlepil kousky tapety, imitující dubové dřevo, do uhlové kresby Mísa s ovocem a sklenice, a nahradil tak techniku trompe-l'oeil, kterou používal k navození plasticity. Pablo Picasso vkomponoval do svého obrazu Nature-morte à la chaise cannée (1912) kus voskovaného plátna, imitujícího proutěný výplet. Podobnou metodu užíval i malíř Juan Gris.

### Koláž
Koláž je úzce spjata s érou modernismu, a je jedním z výrazových prostředků, které se objevily na umělecké scéně 20. století. Umožňuje rychleji, bezprostředněji a také přesněji najít souvislosti mezi některými výtvarnými, literárními i filozofickými prvky, pro jejichž vyjádření by se těžko hledal vhodnější způsob. Slovy Wernera Spiese:„...je sotva nějaký pojem, který by univerzálněji definoval podmínky a možnosti umění našeho století, než je koláž [...] je nástrojem k osvobození kreativity od racionálního myšlení.“
Po roce 1919 vytvořil první koláže Max Ernst. Inspirací mu byly surrealistické malby Giorgia de Chirica, katalogy obchodů a nejrůznější návody. Ernst založil v Kolíně nad Rýnem dadaistickou skupinu, která vydávala obrázkové magazíny. V roce 1921 se seznámil s Paulem Éluardem, který použil šest Ernstových koláží jako ilustrace své básnické sbírky Répétitions.
Koláž si rychle osvojili dadaisté, jako Kurt Schwitters, Hannah Höchová, Raoul Hausmann. Metoda koláže v malířství ovlivnila způsob komponování, řešení obrazové plochy nebo pojetí tvaru. Poetika obrazových básní (dle Karla Teigeho), s kolážemi, byla charakteristická pro pojetí Devětsilu dvacátých let, šlo o vzájemné propojení uměleckých disciplín. Kolážemi se zabýval Adolf Hoffmeister, fotograf Jaroslav Rössler, a zejména surrealisté. V ilustracích Jindřicha Štyrského pro Nezvalovo Sexuální nokturno z roku 1931 je znát vliv Ernstových románů-koláží.
Nejvýraznějším českým tvůrcem koláží byl básník a výtvarník Jiří Kolář. Dal koláži, jako umělecké disciplíně, zcela nový rozměr, a stal se v zahraničí patrně nejznámějším českým moderním výtvarníkem. Kromě nových postupů, jako konfrontáž, stratifie, muchláž, roláž, chiasmáž, proláž ad., Jiří Kolář obohatil samotnou techniku koláže o řadu modifikací, a původně levnou techniku povýšil na luxusní (co do kvality) výtvarné umění.
Trojrozměrná koláž (na podklad se lepí předměty – např. kancelářské sponky, patentky) se nazývá asambláž (přesah až k sochařství). Významné asambláže tvořila například manželka Koláře, Běla Kolářová, sama o své tvorbě říkala, že chce ukázat „naléhavý rozměr obyčejných věcí a jejich potřebnost, opomíjenou v našem uspěchaném světě“. Předměty, které každodenně používáme a bez rozmyslu odhazujeme, mají v jejích pracích překvapivou výmluvnost.
Současnými zajímavými kolážemi jsou například titulní stránky časopisu Reflex, nebo satirické koláže grafika Břínka, tvořícího pod značkou TMBK.

#### Abstraktní koláž
Použitým materiálem jsou malé útržky barevných papírů, lepené v náhodném, nepravidelném uspořádání, simulující abstraktní malbu ve stylu tašismu. Seuratické koláže jsou sestaveny z malých barevných konfet, a podobají se pointilistické malbě George Seurata. Barevné papíry, s otvory po vyražení konfet, byly následně užity pro abstraktní geometrické koláže (Seuratická báseň).

#### Dekoláž
Tato metoda je v Kolářově díle obdobou hloubkových básní, a blízká teoretickým východiskům explozionalismu Vladimíra Boudníka. Podobně jako obrazce, vzniklé mimoděk při odtrhávání vrstev z plakátovacích ploch, jsou dekoláže vytvářeny odtrháváním vrchních vrstev, a postupným odhalováním obrazů, skrytých hlouběji.
Původně tento pojem, spojovaný s Nouveau réalisme a výtvarníkem Raymondem Hainsem, znamenal užití skutečných, částečně stržených, částí plakátovacích ploch, a vystavených jako svébytné výtvarné dílo (1949). Po roce 1963 začal tento pojem užívat německý konceptuální výtvarník Wolf Vostell, pro hapenningy, při nichž výtvarná díla rekonstruoval podle obrazů „sejmutých“ z televizní obrazovky.
Podobná je technika, označovaná ve francouzštině Déchirage (déchirer: ‘trhat), užívaná k vytvoření trojrozměrných koláží (např. americký výtvarník Romare Bearden).

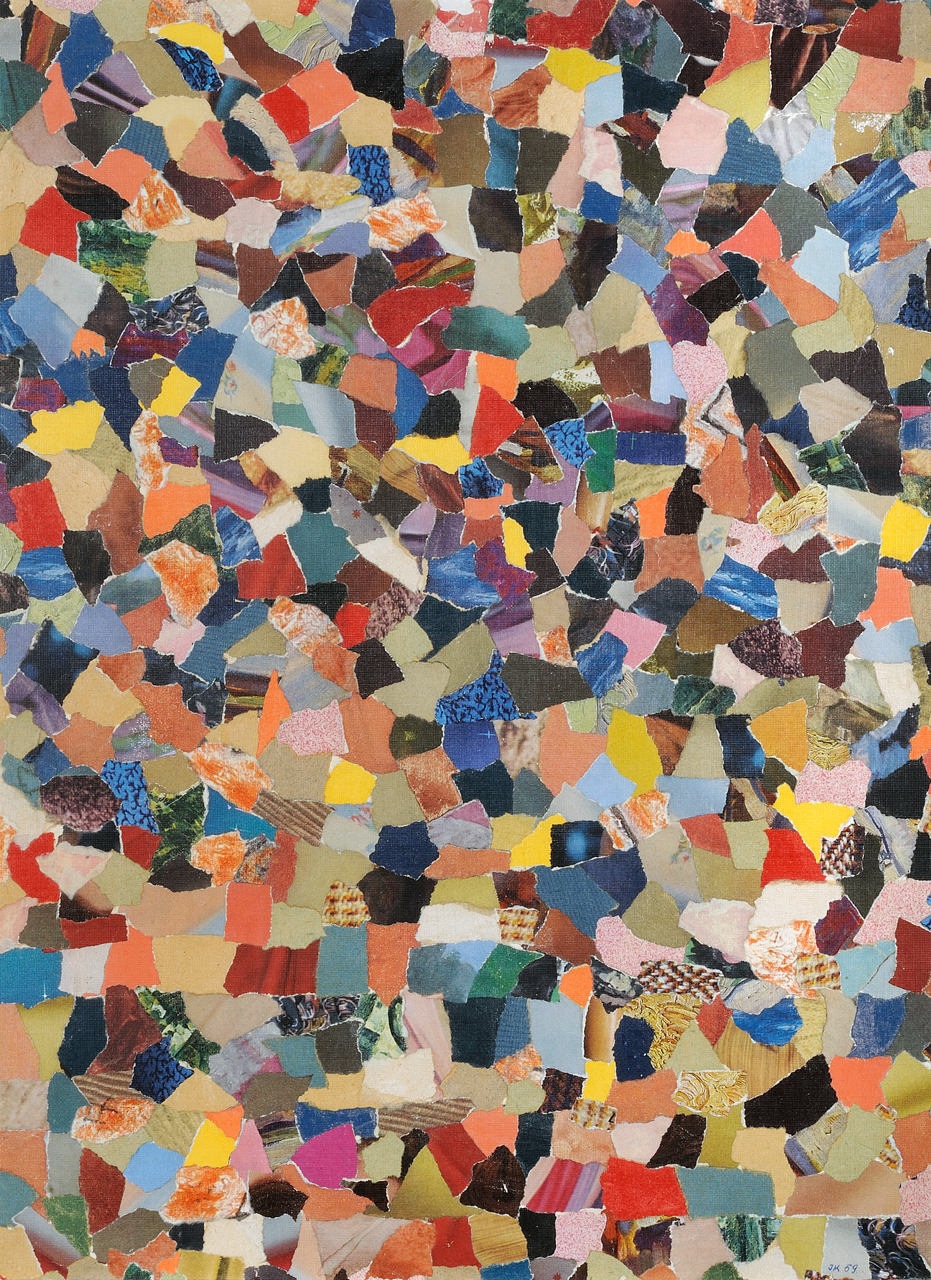
Jiří Kolář: V plném slunci (1959), koláž
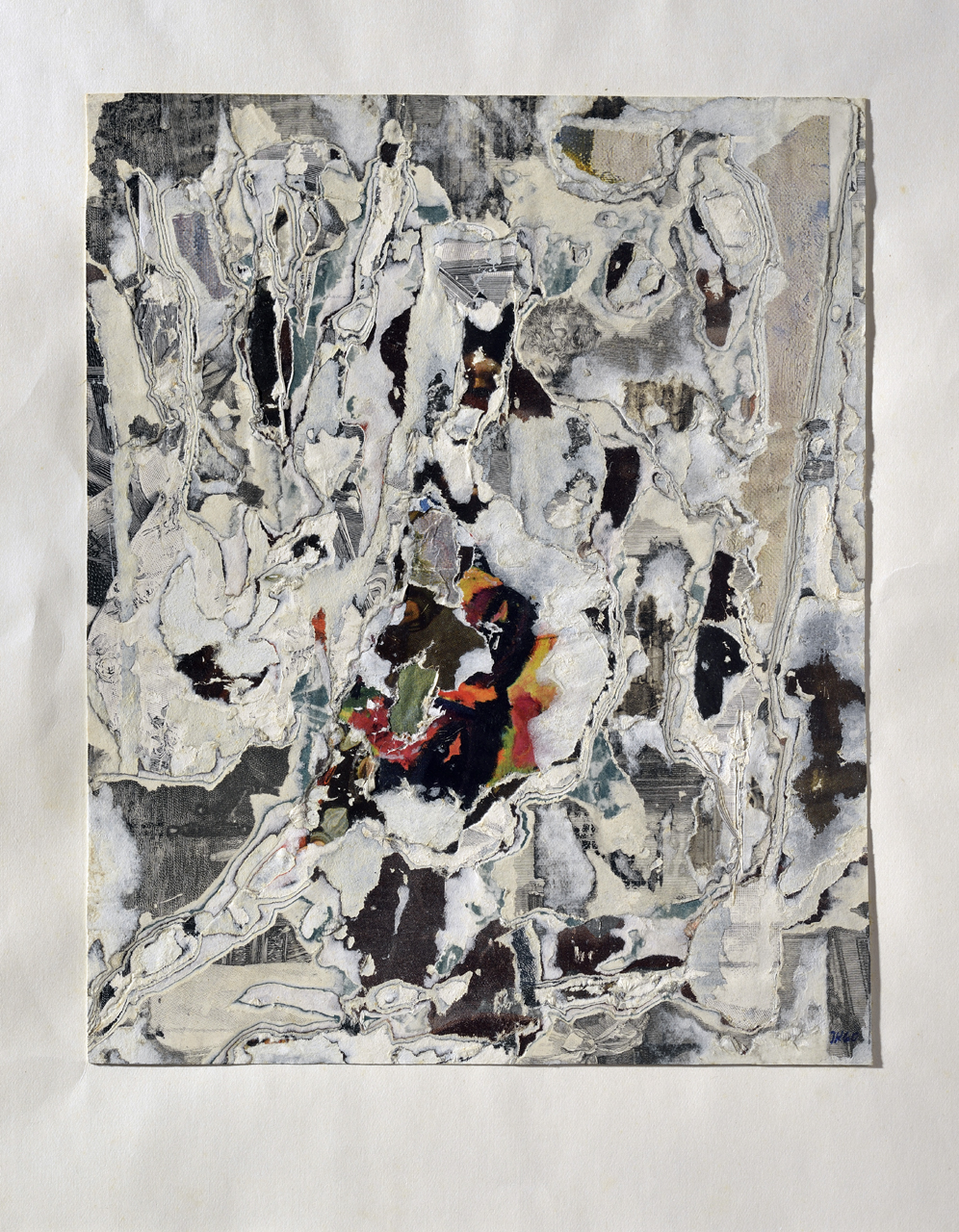
Jiří Kolář: Sklopená tvář (1960), stratifie
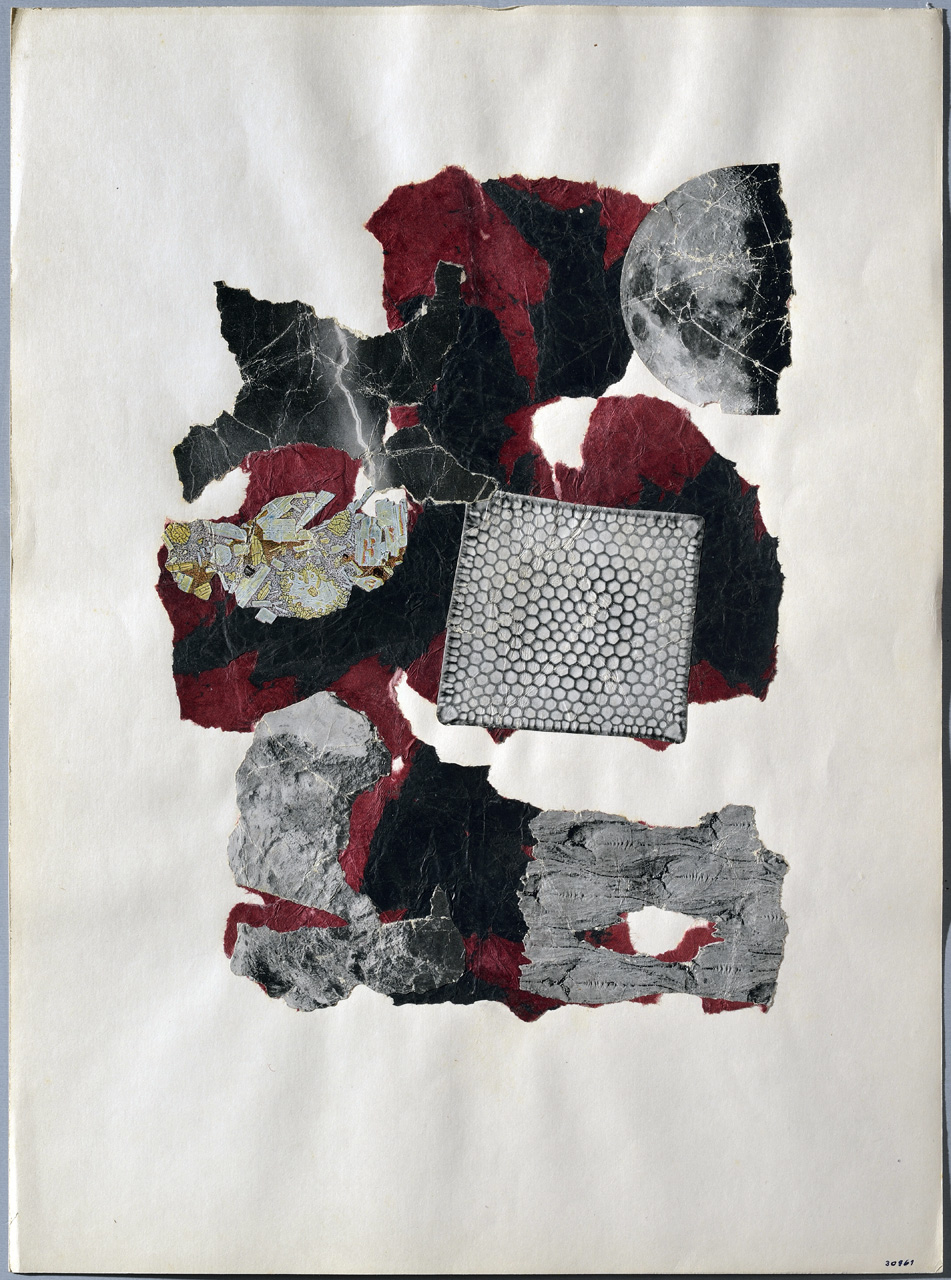
Jiří Kolář: Co si pískal blesk (30.9.1961), koláž
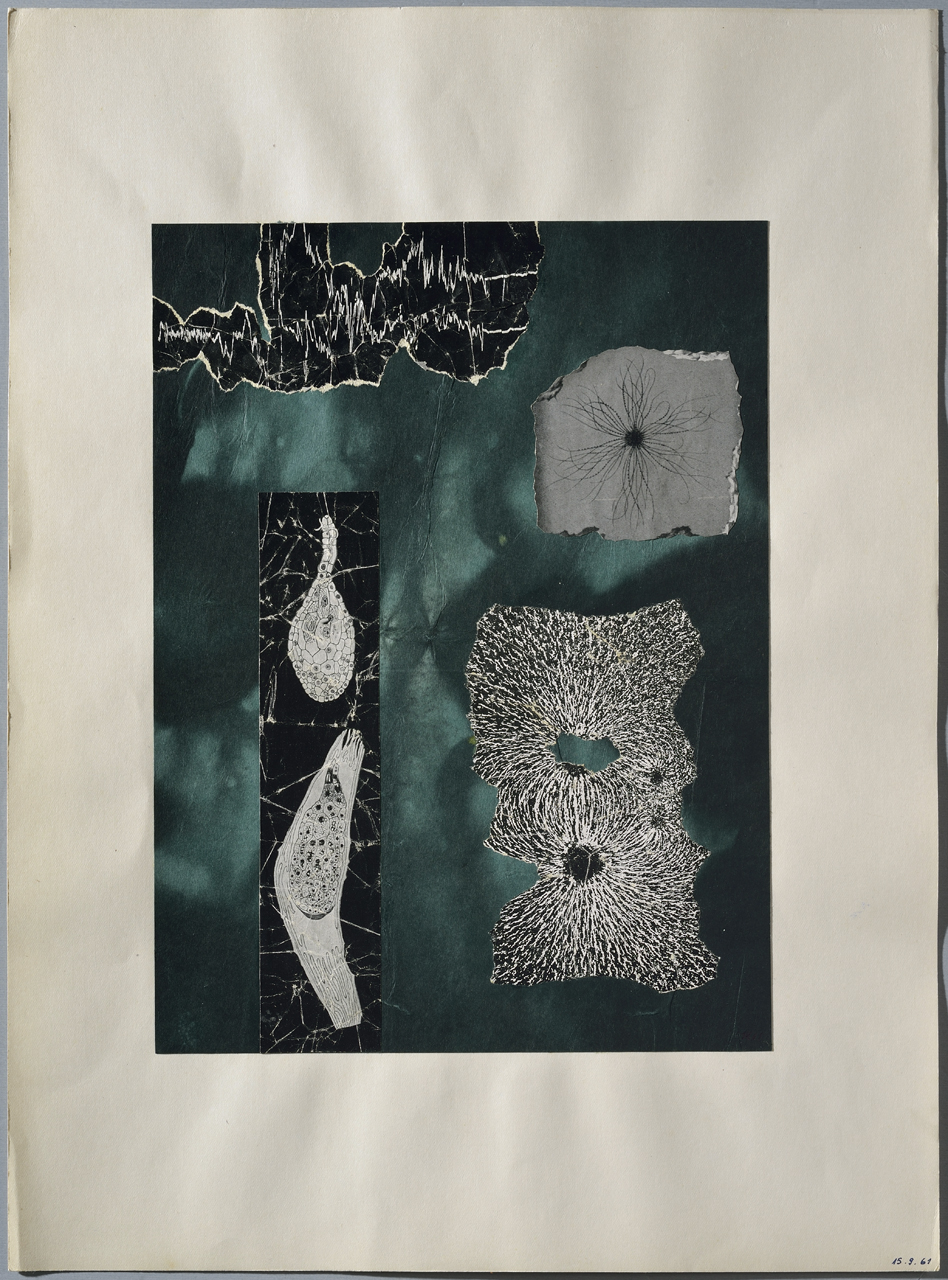
Jiří Kolář: Magnetické pole (1961), koláž

#### Drásané koláže
Postup, při kterém je vrchní obraz tváře, nebo figury, částečně stržen drhnutím smirkovým papírem tak, aby se objevila spodní vrstva, kterou je nejčastěji chiasmáž. Drásané koláže, kde je zaznamenána poměrně brutální akce – aktivní destrukce obrazu, podobná akčnímu umění, přesto sám Kolář interpretuje jen jako persifláž.

#### Hmatové koláže
Podobně, jako Slepecké básně (chiasmáž), jsou hmatové koláže určeny pro vnímání hmatem, a jsou sestaveny ze skelného a smirkového papíru různé zrnitosti. Kolář se odvolává k experimentům Vojtěcha Preissiga.

#### Antikoláž
Podle názvu je opakem koláže. Nejde o konfrontaci výtvarných děl v ploše, ale o odstranění klíčového motivu známého obrazu, pomocí americké retuše (Celník Rousseau). Významově podobné jsou Cenzurované koláže.

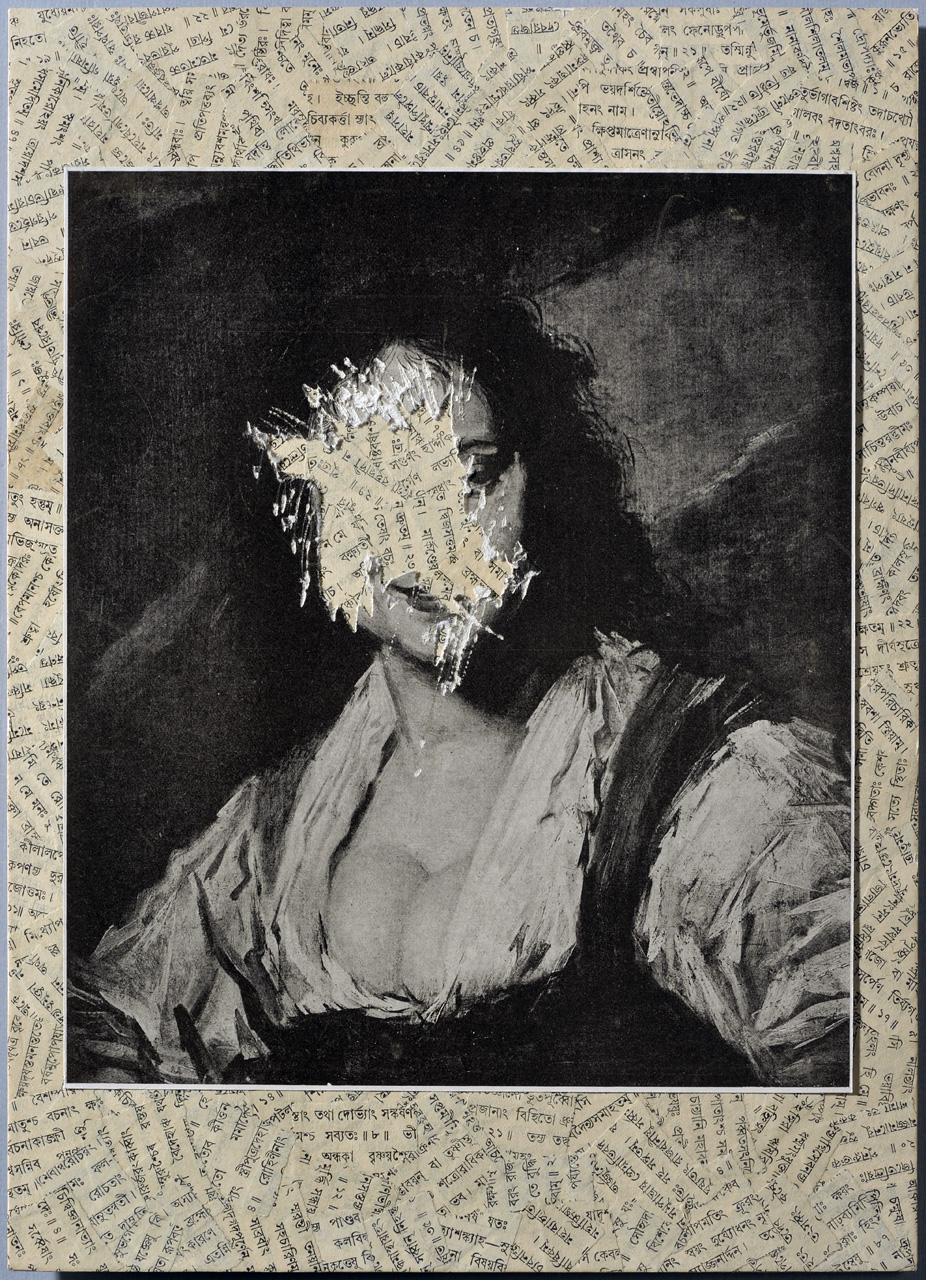
Jiří Kolář: Bez názvu II (1965), škrábaná koláž s chiasmáží
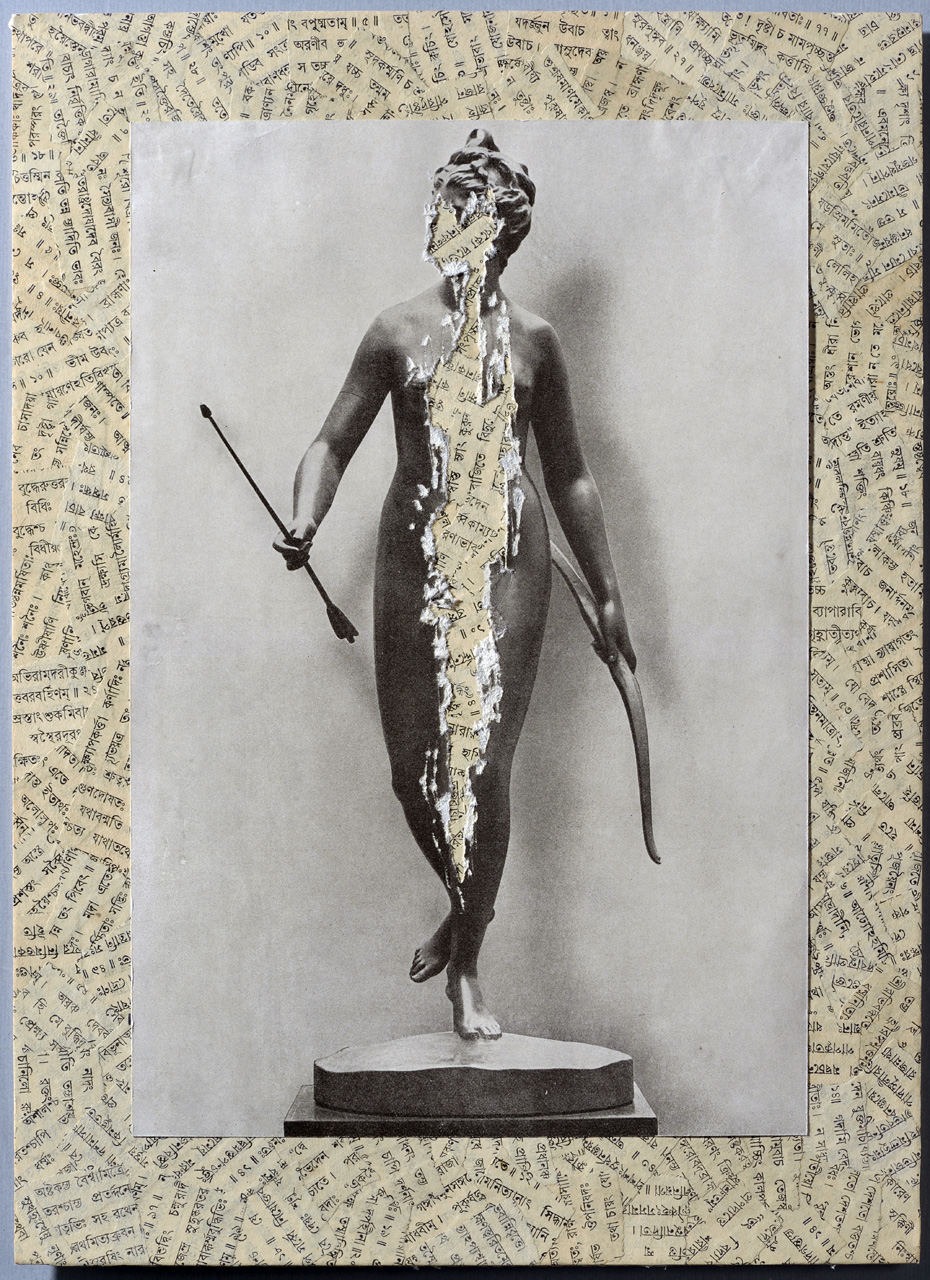
Jiří Kolář: Bez názvu (1965), škrábaná koláž s chiasmáží
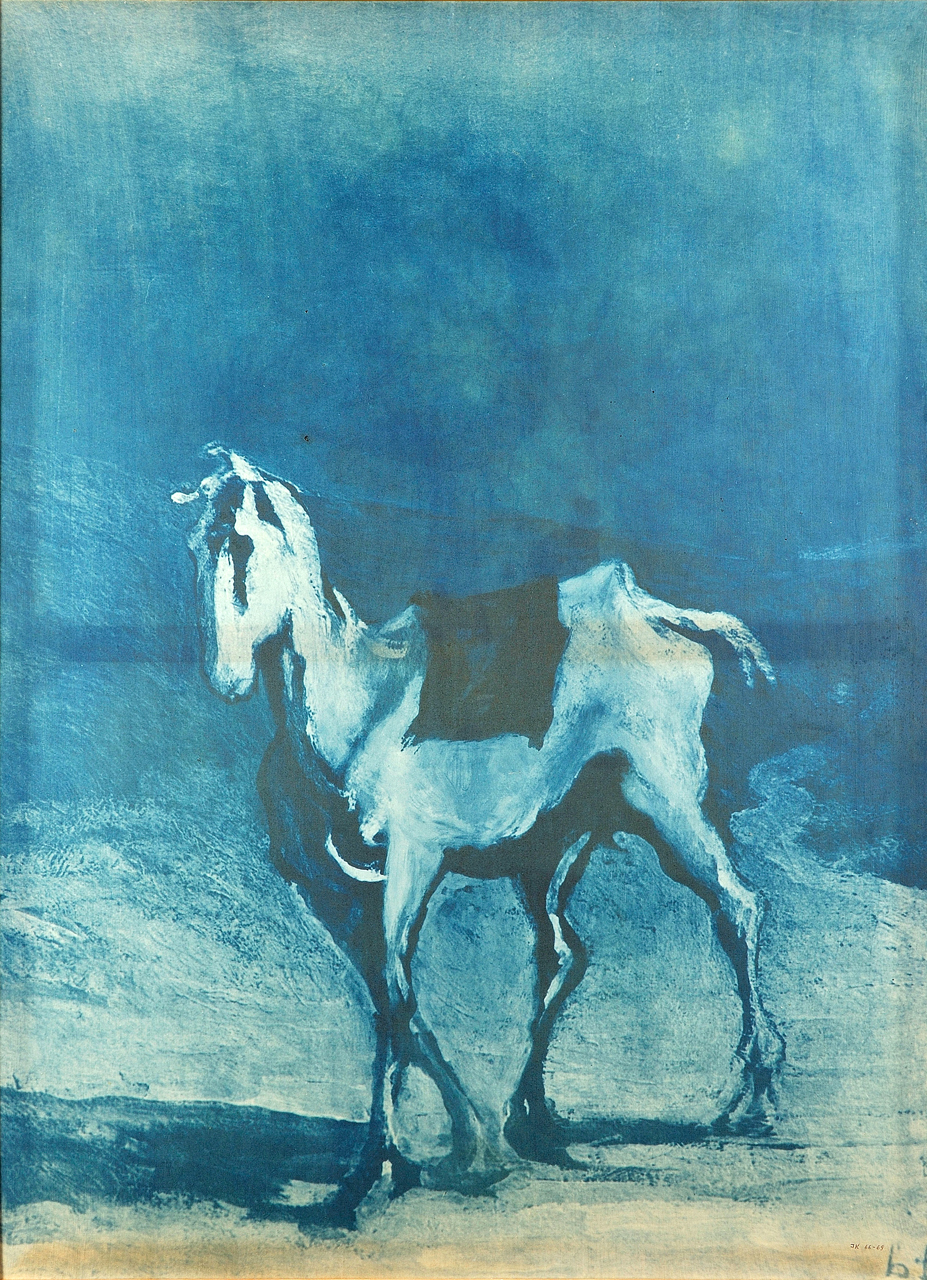
Jiří Kolář: Čekání na Quijota (1966–1969), antikoláž

#### Mec-art, přisvojené koláže
Koláže, zvětšené fotografickým procesem, a vytištěné na fotoplátno.

## Galerie

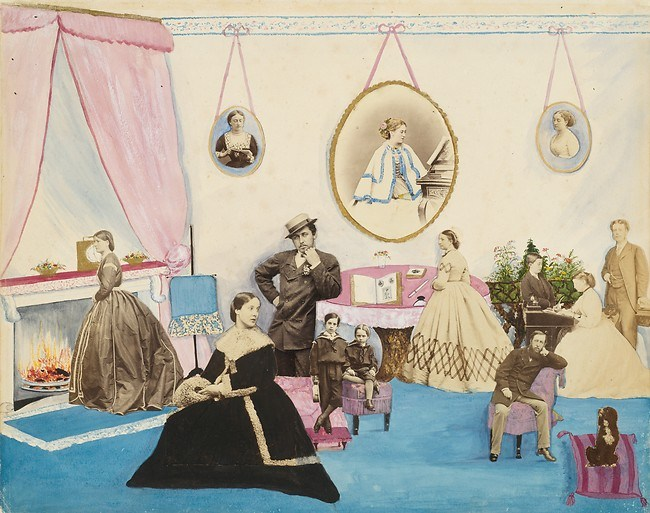
Mary Georgina Filmer: Koláž (1860–1870)
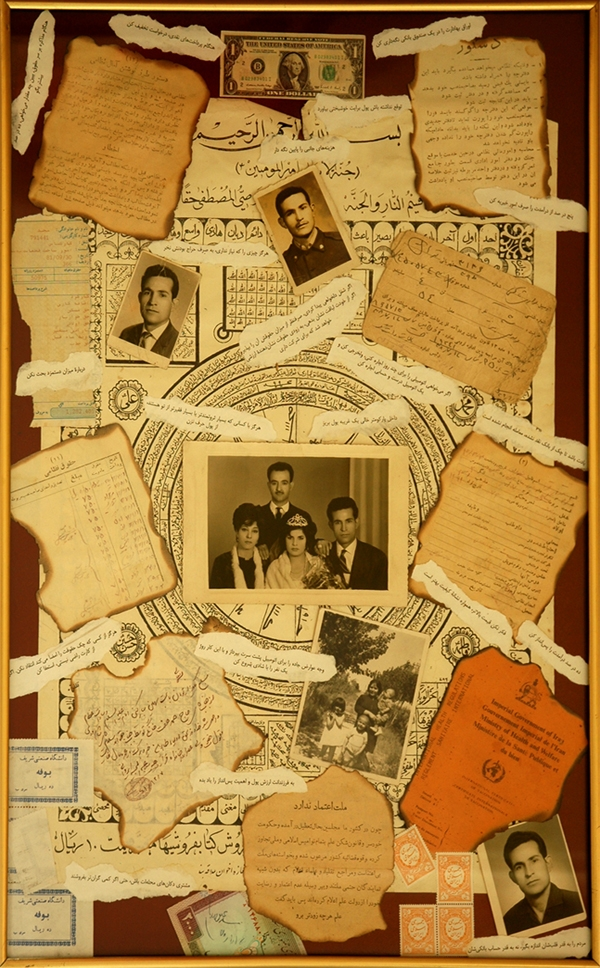
Majid Farahani: Koláž
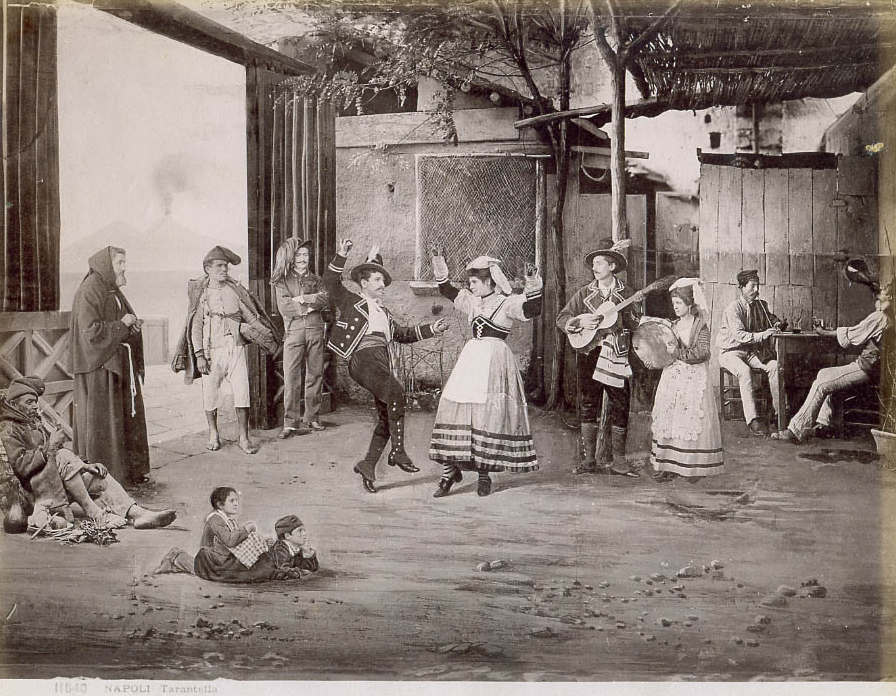
Giorgio Sommer: Fotografická koláž
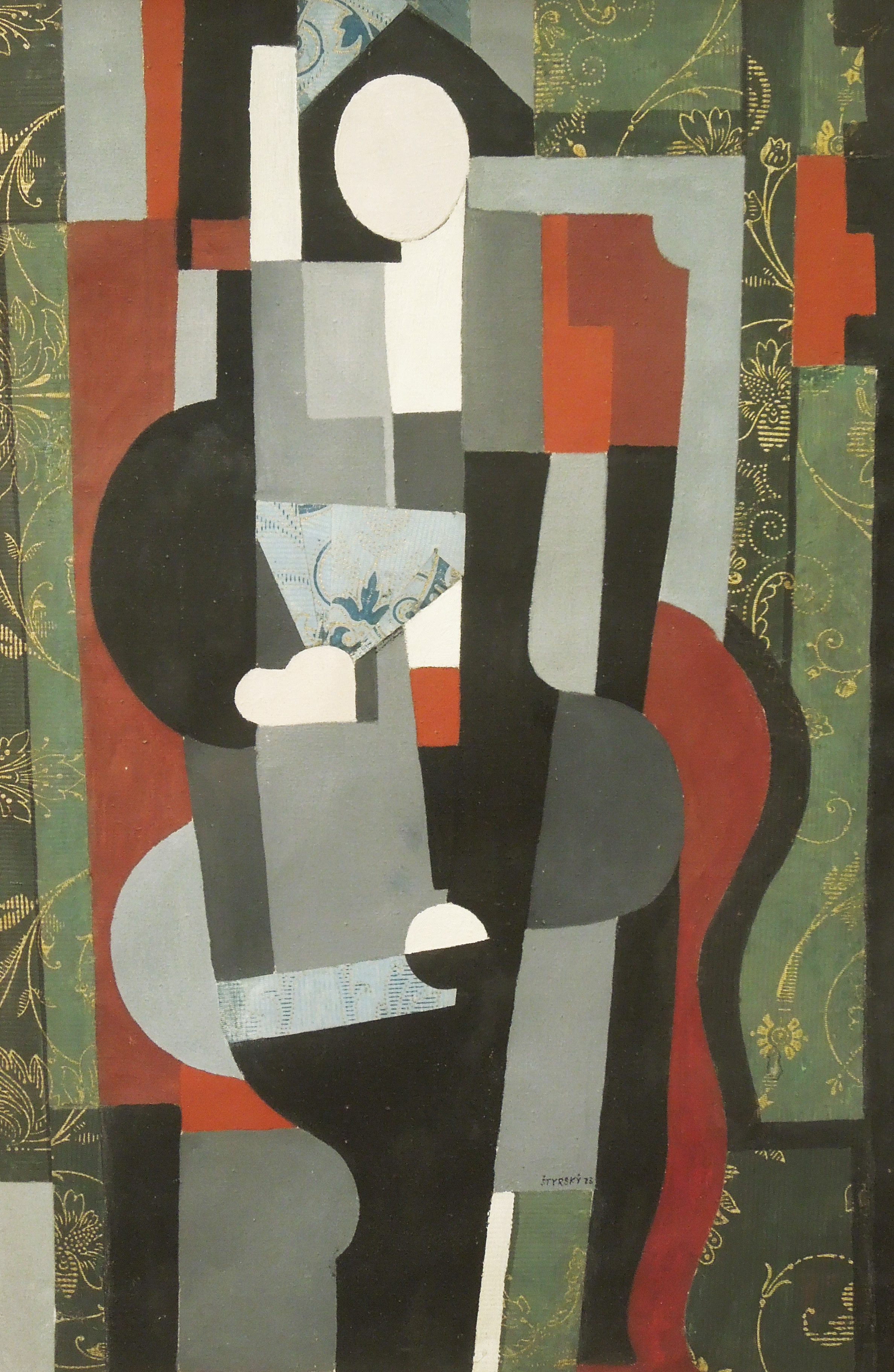
Jindřich Štýrský: Černý pierot, koláž
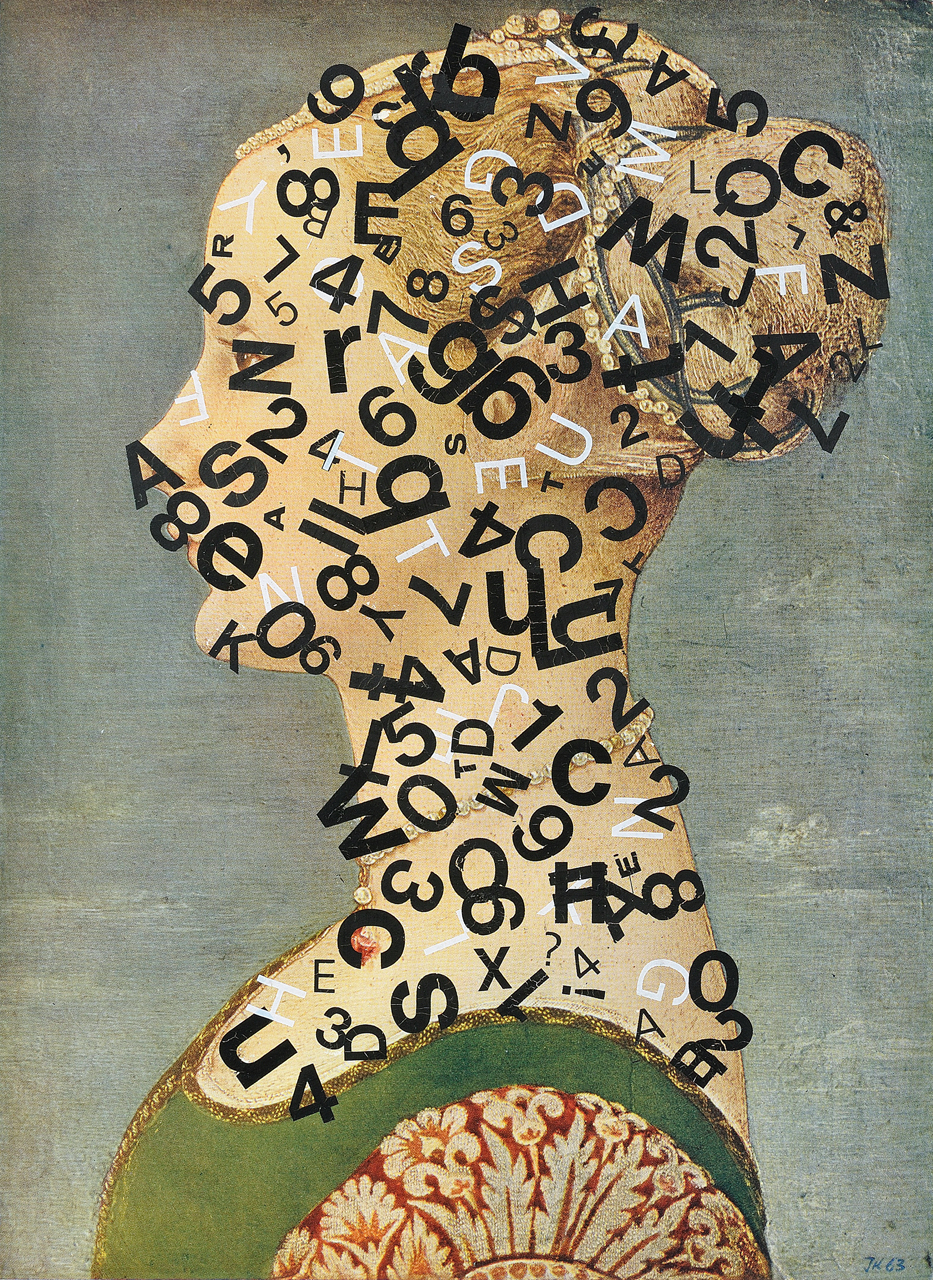
Jiří Kolář: Popisný portrét (1963), koláž
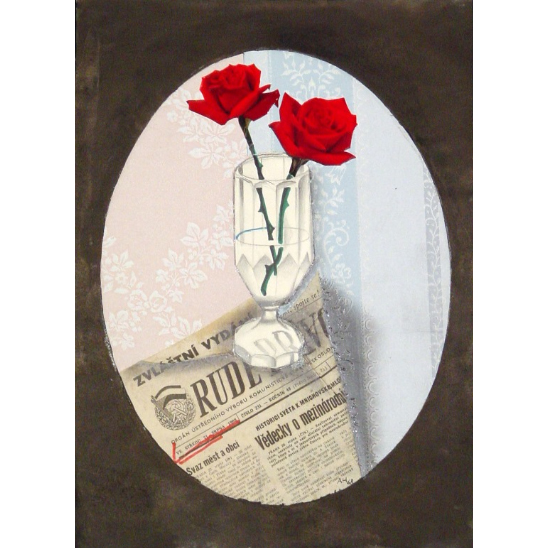
Adolf Hoffmeister: Zátiší (21. 8. 1968)
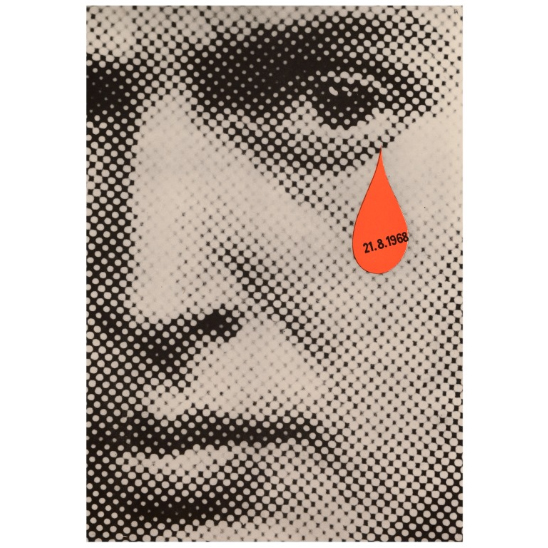
Václav Ševčík: koláž (1968)
Josef Hampl: Bez názvu, koláž na plátně, 100x70 cm (1994)
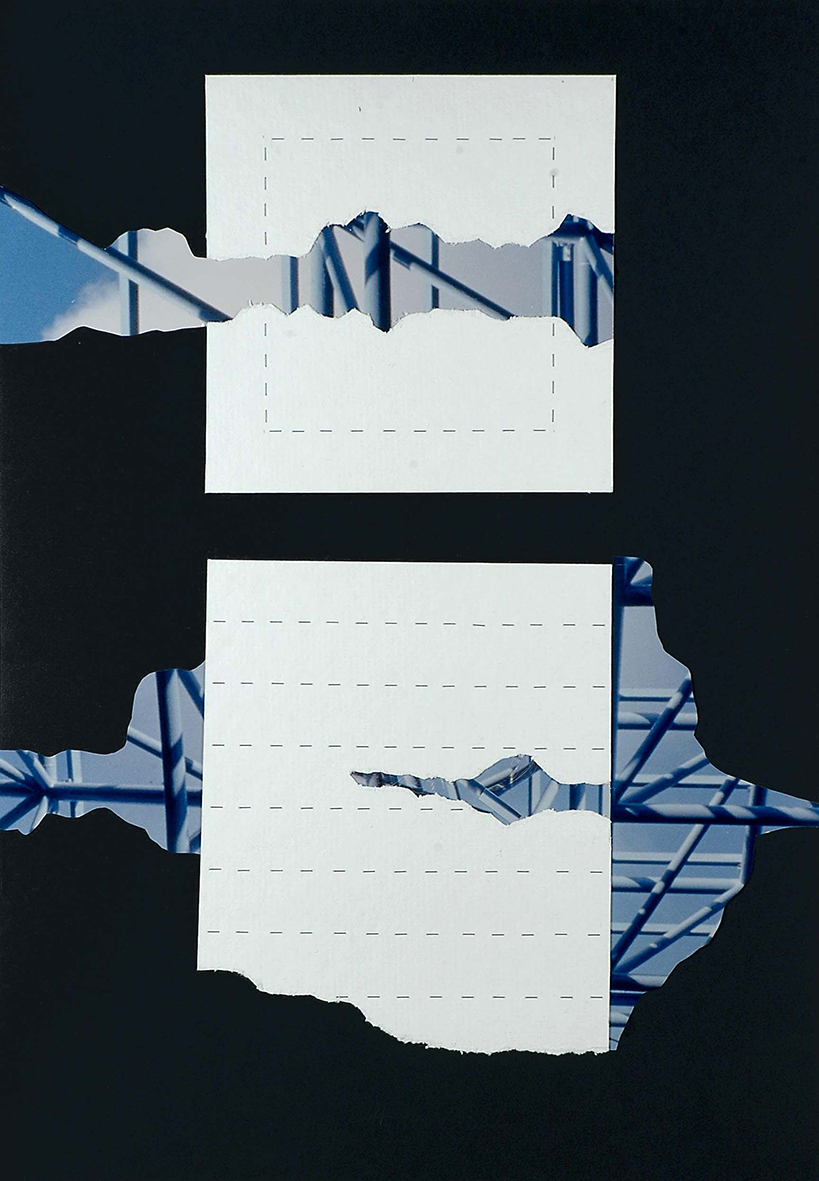
Josef Hampl: Bez názvu, koláž šitá sponami, 100x70 cm, (1998)
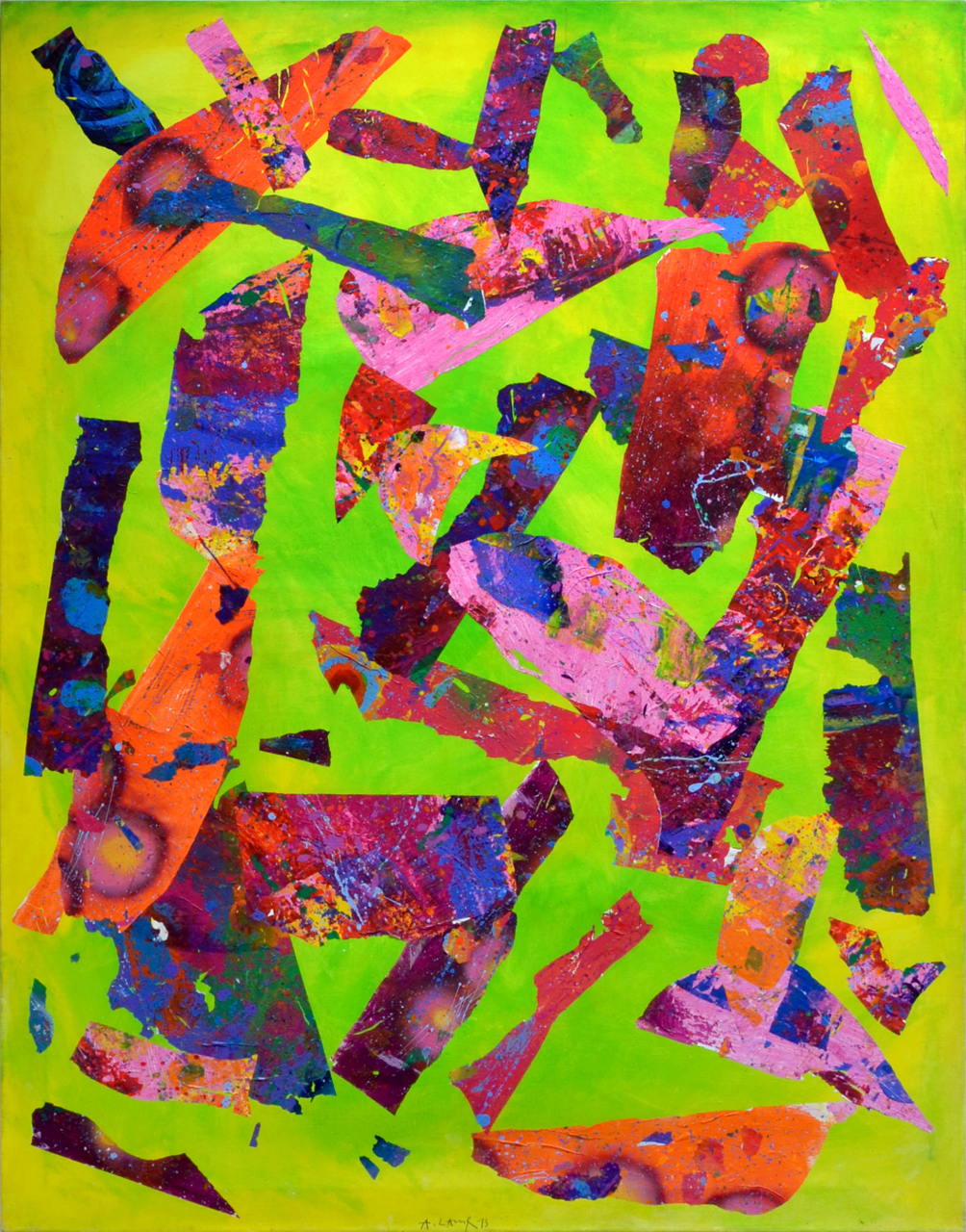
Aleš Lamr: Uvnitř barev (2013), kombinovaná technika
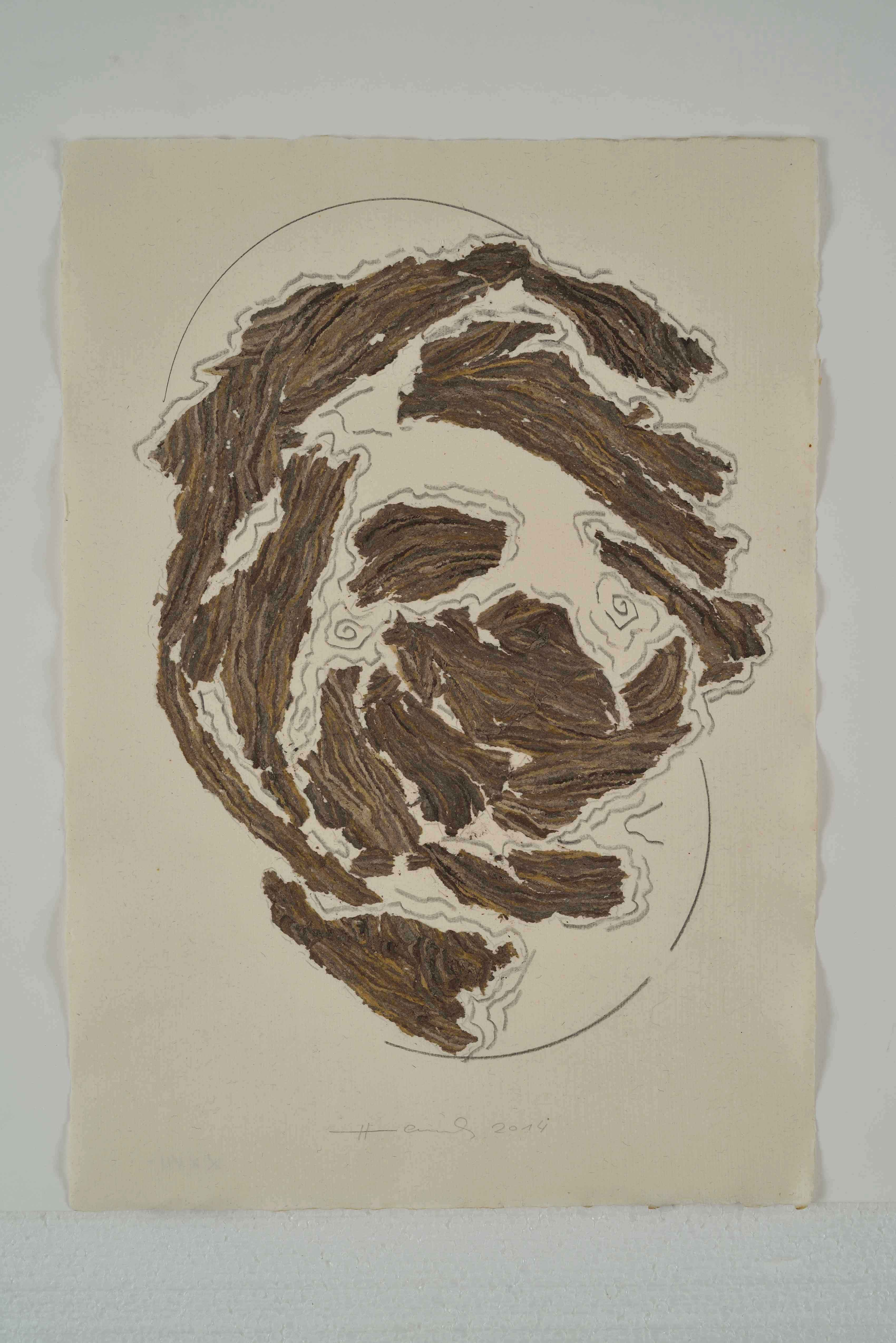
Josef Hampl: Průvodce vosím hnízdem XXVII, koláž, 40x30 cm (2014)
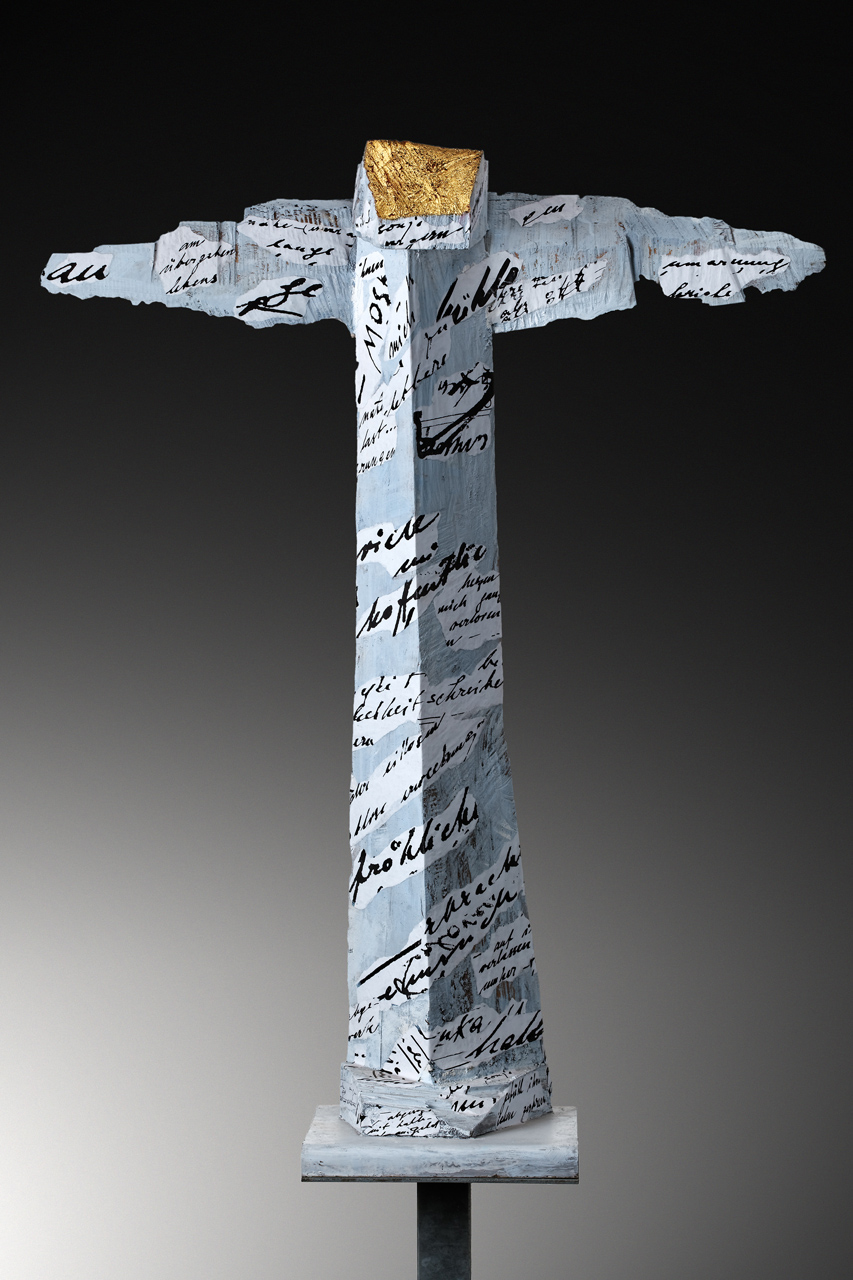
Jan Koblasa: Sonia Jakuschewa: akryl a koláž na dřevě
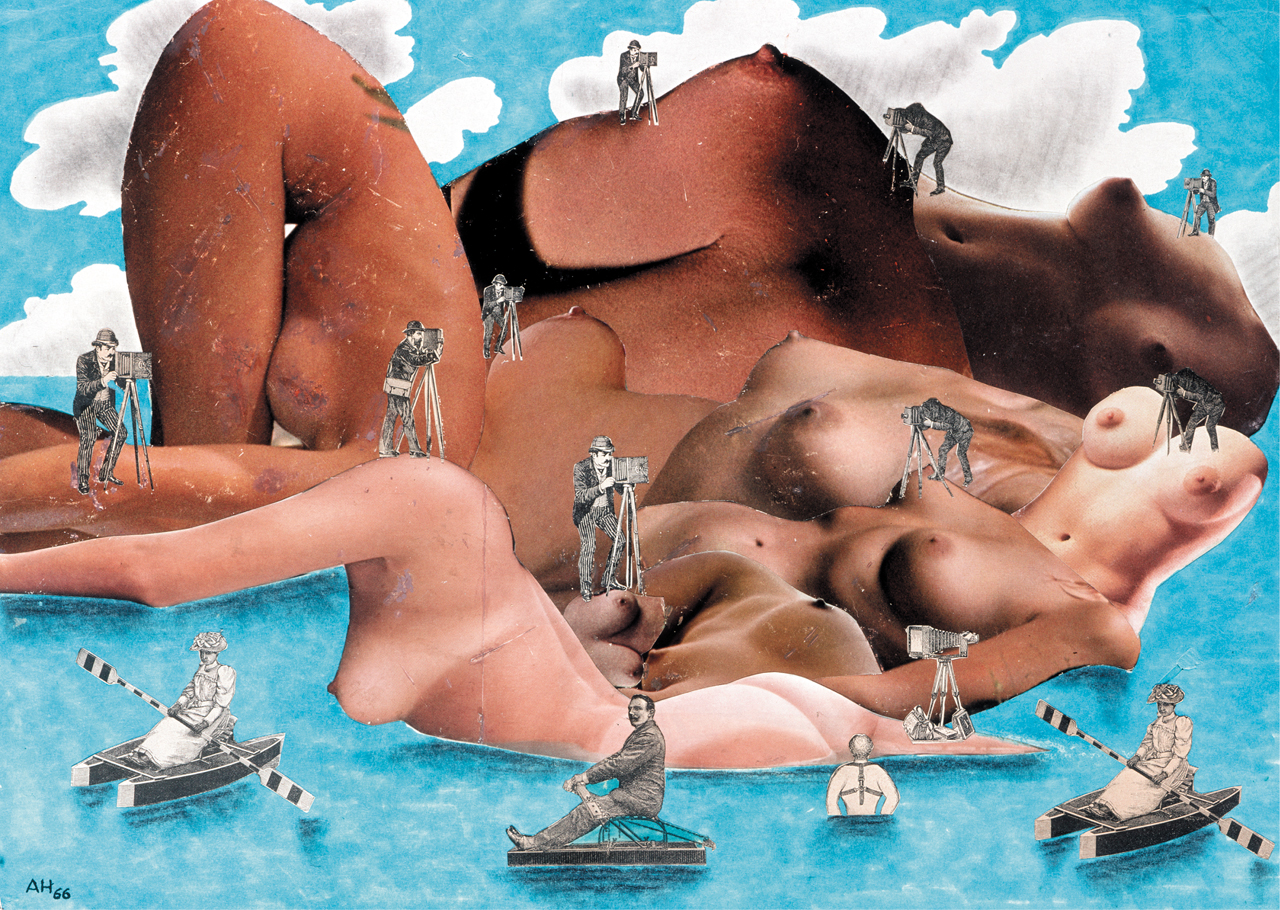
Adolf Hoffmeister: Krajina fotografů (1966)
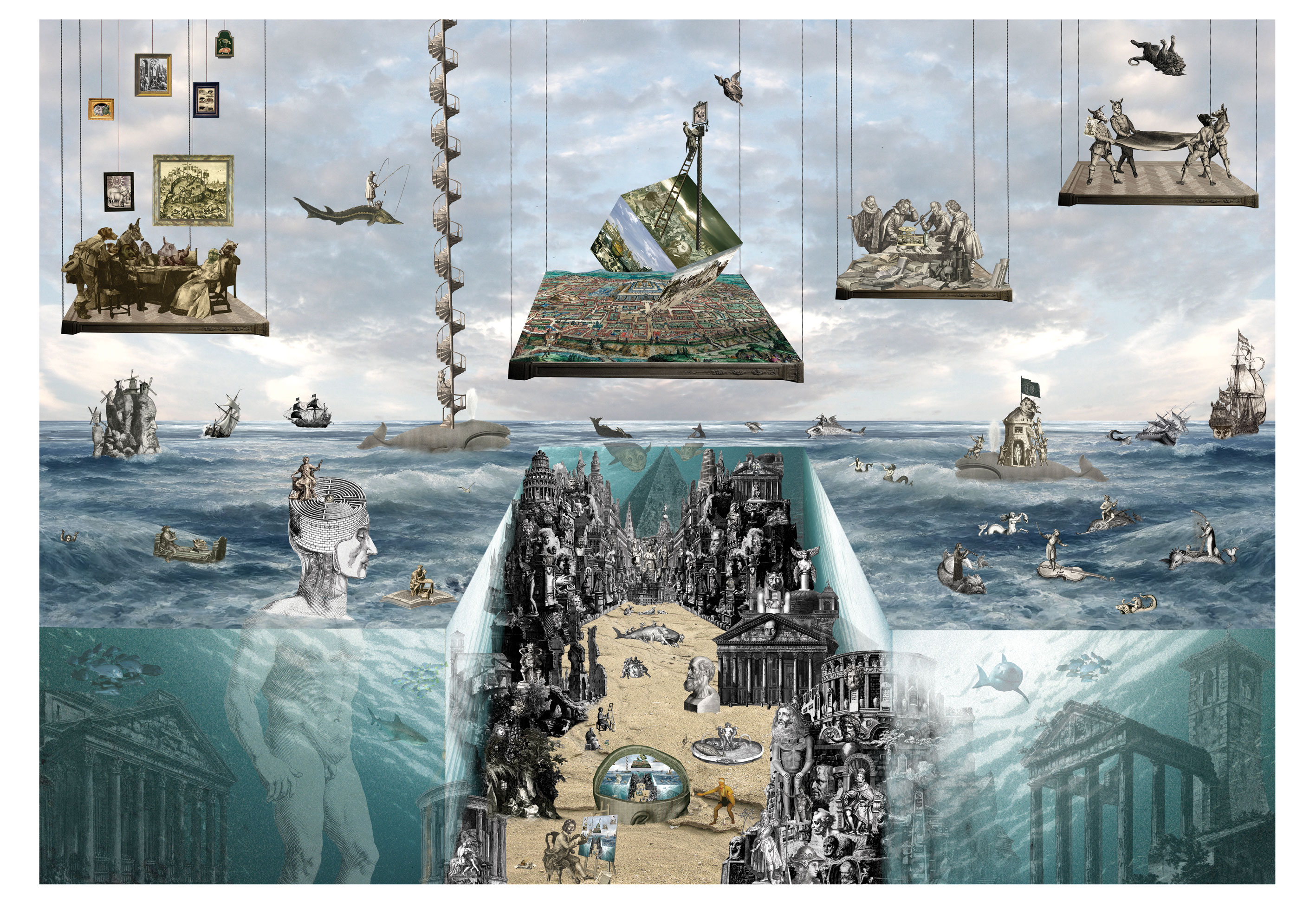
Miroslav Huptych: cyklus Labyrint světa a ráj srdce – Poutník přišel mezi filozofy (2017), koláž (počítačová grafika), 1000 x 700 mm